# Chiesa cattolica ad Haiti
La Chiesa cattolica ad Haiti è parte della Chiesa cattolica universale, sotto la guida spirituale del Papa e della Santa Sede. È la più diffusa religione del Paese e religione di Stato.

## Storia
La Chiesa cattolica si stabilì nell'isola di Hispaniola fin dall'arrivo dei primi europei condotti da Cristoforo Colombo. Nel 1493 papa Alessandro VI accordò alla Spagna le nuove terre scoperte a condizione che venissero inviati missionari.
I Benedettini furono i primi a sbarcare sull'isola, seguiti dai francescani, dai domenicani, dai cappuccini e dai gesuiti. I domenicani, con Bartolomé de Las Casas, saranno i più strenui difensori degli indigeni e dei loro diritti, ma furono anche i primi a suggerire di prelevare dall'Africa nuovi lavoratori, ritenuti più adatti ai duri lavori delle miniere e dei campi.
In due riprese i francesi si sostituirono al governo spagnolo nell'isola: i nuovi padroni si mostrarono poco propensi ad un'evangelizzazione degli abitanti locali e anzi ostacolarono quei missionari che cercavano di annunciare il vangelo agli schiavi. È in quest'ottica, per esempio, che si può leggere l'espulsione dei Gesuiti dall'isola nel 1763, e la loro sostituzione con preti secolari accusati di essere preoccupati più dei loro affari che di annunciare il vangelo a tutti per cui cinque anni dopo vennero sostituiti dai cappuccini. 
Dopo la rivoluzione francese padre Viriot, prefetto apostolico, tentò di mantenere i fedeli nella comunione con la Chiesa cattolica, evitando la sottomissione a un "vescovo costituzionale" non riconosciuto dalla Santa Sede, ma venne ucciso nel 1794. Dopo il Concordato del 1801 il generale Victor Emanuel Leclerc (inviato di Napoleone oltre che suo cognato) nominò due prefetti apostolici (anch'essi cappuccini) con il riconoscimento di Roma, pur rimanendo fino al 1804 nella parte francofona dell'isola, occupata interamente dalle truppe francesi dopo il Trattato di Basilea del luglio 1795, anche l'ex "vescovo costituzionale" di Santo Domingo, Guillaume Mauviel (ufficialmente dimissionario dopo il Concordato) come consigliere di Leclerc. Dopo la rivoluzione haitiana del 1804 il clero venne cacciato e perseguitato, per cui rimase in tutto il nuovo Stato una manciata di sacerdoti.
Un concordato tra il nuovo governo di Haiti sorto agli inizi del XIX secolo e la Santa Sede, ricercato fin dall'inizio dell'indipendenza haitiana, si realizzò solo il 28 marzo 1860: vengono così fondate le prime diocesi e la Chiesa haitiana, anche grazie all'arrivo di nuovi missionari francesi (formati nel seminario di San Giacomo, in Bretagna), cominciò a dare una migliore immagine di sé.
Il seminario per la formazione di un clero locale fu fondato solamente nel 1920: e nel 1957, quando viene eletto presidente François Duvalier, tutti i vescovi haitiani, eccetto uno, hanno ancora un passaporto straniero. Il nuovo presidente, autoproclamatosi presidente a vita, iniziò ben presto ad osteggiare la Chiesa cattolica, a espellere i religiosi, a confinare nelle loro residenze i vescovi più ostili alla sua politica. Un nuovo accordo tra la Santa Sede e il governo haitiano nel 1966 mise fine a questo stato di cose. Negli anni ottanta, la Chiesa cattolica fu la sola che osò criticare pubblicamente e alzare la voce contro gli abusi perpetrati dal governo di Jean-Claude Duvalier, incoraggiata dallo stesso papa Giovanni Paolo II in occasione della sua visita pastorale del 9 marzo 1983.

## Organizzazione
Oggi la Chiesa cattolica in Haiti consta di due arcidiocesi e di 8 diocesi suffraganee:
- Arcidiocesi di Port-au-Prince, da cui dipendono le diocesi di: Anse-à-Veau-Miragoâne, Jacmel, Jérémie, Les Cayes.
- Arcidiocesi di Cap-Haïtien, da cui dipendono le diocesi di: Fort-Liberté, Hinche, Les Gonaïves, Port-de-Paix;

Nel 2002 in Haiti vi erano 643 preti cattolici.
L'episcopato haitiano è riunito nella Conferenza episcopale di Haiti, sorta nel 1958.
Attualmente una circoscrizione ecclesiastica è retta da un cardinale: la diocesi di Les Cayes, retta dal cardinale Chibly Langlois.

## Nunziatura apostolica
La delegazione apostolica di Haiti fu eretta nell'Ottocento. Nel 1916 fu elevata al rango di internunziatura apostolica. La nunziatura apostolica fu istituita il 17 ottobre 1930, ricavandone il territorio dalla delegazione apostolica nelle Antille. Il 10 agosto 1938, in forza del decreto Decreto Antillarum della Congregazione per gli affari ecclesiastici straordinari, fu soppressa la delegazione apostolica nelle Antille e contestualmente furono assegnate alla nunziatura apostolica di Haiti l'isola di Porto Rico e tutte le Piccole Antille (ad eccezione di quelle dipendenti dalla delegazione apostolica di Caracas).

### Delegati apostolici
- Giuseppe Rosati, C.M. † (30 aprile 1841 - 25 settembre 1843 deceduto)
- Giovanni Monetti † (30 ottobre 1860 - 1861 dimesso)
- Martial-Guillaume-Marie Testard du Cosquer † (29 novembre 1861 - 1º ottobre 1863 confermato arcivescovo Port-au-Prince)
- Rocco Cocchia, O.F.M. Cap. (28 luglio 1874 - 9 agosto 1883 nominato arcivescovo di Otranto)
- Bernardino di Milia, O.F.M. Cap. (13 maggio 1884 - 4 giugno 1891 nominato vescovo di Larino)
- Spiridion-Salvatore-Costantino Buhadgiar, O.F.M. Cap. † (8 gennaio 1891 - 10 agosto 1891 deceduto)
- Giulio Tonti † (10 agosto 1892 - 24 febbraio 1893 nominato amministratore apostolico Port-au-Prince)
- Francesco Cherubini (13 novembre 1915 - 7 giugno 1916 nominato internunzio apostolico)

### Internunzi apostolici
- Francesco Cherubini † (7 giugno 1916 - 2 marzo 1920 nominato nunzio apostolico in Jugoslavia)
- George Joseph (Jorge José) Caruana † (28 gennaio 1927 - settembre 1930 dimesso)
- Giuseppe Fietta † (23 settembre 1930 - 12 agosto 1936 nominato nunzio apostolico in Argentina)
- Maurilio Silvani † (24 luglio 1936 - 10 agosto 1938 nominato nunzio apostolico)

### Nunzi apostolici
- Maurilio Silvani † (10 agosto 1938 - 23 maggio 1942 nominato nunzio apostolico in Cile)
- Alfredo Pacini † (23 aprile 1946 - 23 aprile 1949 nominato nunzio apostolico in Uruguay)
- Francesco Lardone † (21 maggio 1949 - 21 novembre 1953 nominato nunzio apostolico in Perù)
- Luigi Raimondi † (24 dicembre 1953 - 15 dicembre 1956 nominato delegato apostolico in Messico)
- Domenico Enrici † (30 gennaio 1958 - 5 gennaio 1960 nominato internunzio apostolico in Giappone)
- Giovanni Ferrofino † (8 febbraio 1960 - 3 novembre 1965 nominato nunzio apostolico in Ecuador)
- Marie-Joseph Lemieux, O.P. † (16 settembre 1966 - 30 maggio 1969 nominato pro-nunzio apostolico in India)
- Luigi Barbarito † (11 giugno 1969 - 5 aprile 1975 nominato pro-nunzio apostolico in Niger e Senegal e delegato apostolico in Guinea Bissau, Mali e Mauritania)
- Luigi Conti † (1º agosto 1975 - 19 novembre 1983 nominato pro-nunzio apostolico in Iraq e Kuwait)
- Paolo Romeo (17 dicembre 1983 - 24 aprile 1990 nominato nunzio apostolico in Colombia)
- Giuseppe Leanza (3 luglio 1990 - 4 giugno 1991 nominato pro-nunzio apostolico in Malawi e nunzio apostolico in Zambia)
- Lorenzo Baldisseri (15 gennaio 1992 - 6 aprile 1995 nominato nunzio apostolico in Paraguay)
- Christophe Louis Yves Georges Pierre (12 luglio 1995 - 10 maggio 1999 nominato nunzio apostolico in Uganda)
- Luigi Bonazzi (19 giugno 1999 - 30 marzo 2004 nominato nunzio apostolico a Cuba)
- Mario Giordana (27 aprile 2004 - 15 marzo 2008 nominato nunzio apostolico in Slovacchia)
- Bernardito Cleopas Auza (8 maggio 2008 - 1º luglio 2014 nominato osservatore permanente della Santa Sede presso l'Organizzazione delle Nazioni Unite)
- Eugene Martin Nugent (10 gennaio 2015 - 7 gennaio 2021 nominato nunzio apostolico in Kuwait e Qatar)
- Francisco Escalante Molina (4 giugno 2021 - 25 gennaio 2024 nominato nunzio apostolico in Giappone)

## Conferenza episcopale
La Conferenza è uno dei membri del Consiglio episcopale latinoamericano (CELAM).

Elenco dei presidenti della Conferenza episcopale di Haiti:
- Arcivescovo François-Marie-Joseph Poirier (1958 - 1966)
- Arcivescovo Albert François Cousineau, C.S.C. (1966 - 1967)
- Arcivescovo François-Wolff Ligondé (1967 - 1970)
- Vescovo Jean-Jacques Claudius Angénor (1970 - 1973)
- Vescovo Emmanuel Constant (1973 - 1976)
- Vescovo Jean-Jacques Claudius Angénor (1976 - 1979)
- Vescovo Jean-Baptiste Décoste (1979 - 1980)
- Arcivescovo François-Wolff Ligondé (1981 - 1983)
- Arcivescovo François Gayot, S.M.M.  (1983 - 1989)
- Vescovo Léonard Pétion Laroche (1989 - 1992)
- Arcivescovo François Gayot, S.M.M. (1992 - 1998)
- Arcivescovo Hubert Constant, O.M.I (1998 - 2005)
- Arcivescovo Louis Kébreau, S.D.B. (febbraio 2005 - dicembre 2011)
- Cardinale Chibly Langlois (dicembre 2011 - novembre 2017)
- Arcivescovo Launay Saturné (1º dicembre 2017 - 28 novembre 2023)
- Arcivescovo Max Leroy Mésidor, dal 28 novembre 2023

Elenco dei vicepresidenti della Conferenza episcopale di Haiti:
- Vescovo Pierre-Antoine Paulo, O.M.I. (dicembre 2011 - novembre 2017)
- Vescovo Pierre-André Dumas (1º dicembre 2017 - 14 aprile 2021)
- Arcivescovo Max Leroy Mésidor (14 aprile 2021 - 28 novembre 2023)
- Vescovo Pierre-André Dumas, dal 28 novembre 2023

Elenco dei segretari generali della Conferenza episcopale di Haiti:
- Presbitero Joseph Serge Miot (1986 - 1996)

...
- Vescovo Joseph Gontran Décoste, S.I. (dicembre 2011 - 14 aprile 2021)
- Vescovo Ducange Sylvain, S.D.B. (14 aprile 2021 - 6 agosto 2021)
- Vescovo Joseph Gontran Décoste, S.I., dal 28 novembre 2023